# Arthur Hoffmann (político)
Arthur Hoffmann (San Galo, 19 de junio de 1857 – San Galo, 23 de julio de 1927) fue un abogado y político suizo, miembro del Partido Radical Democrático (PRD).
En paralelo a su actividad profesional, entre 1886 y 1911 fue diputado del Gran Consejo del Cantón de San Galo, que presidió en tres ocasiones. En 1896, el Gran Consejo le eligió diputado del Consejo de los Estados, cuya presidencia ostentó en 1902-1903. A nivel nacional, destacó por su participación en las deliberaciones relativas al Código Civil y al Código de Obligaciones. En 1911, la Asamblea Federal le eligió Consejero Federal para sustituir al difunto Ernst Brenner. Primero se hizo cargo del Departamento de Justicia y Policía, y en 1912 pasó al Departamento Militar.
En 1914 ocupó la Presidencia de la Confederación y al mismo tiempo asumió la dirección del Departamento Político, como era costumbre en aquella época. Se le tenía por una figura muy influyente dentro del Consejo Federal, una percepción que se vio reforzada tras el estallido de la Primera Guerra Mundial. Movido por la ambición personal y el anhelo de labrarse una reputación internacional como pacificador, llevó a cabo labores de diplomacia secreta sin el conocimiento de sus colegas del gobierno e intentó mediar en varias ocasiones entre los Estados beligerantes. En 1917, quedó expuesto cuando intentaba negociar una paz separada entre el Imperio alemán y el gobierno provisional ruso en el frente oriental junto con el político socialista Robert Grimm. El denominado incidente Grimm-Hoffmann provocó un escándalo internacional y le obligó a presentar inmediatamente su dimisión.

## Biografía

### Familia, estudios y profesión
Hoffmann procedía de una reputada familia de abogados sangalesa con raíces en la ciudad alemana de Fráncfort del Meno. Era el menor de los cinco hijos del político Karl Hoffmann (1820-1895), que llegó a ser diputado en el Consejo de los Estados por el cantón de San Galo y fue elegido Consejo Federal en 1881, pero rechazó el nombramiento por motivos familiares. Su madre, Sabine Elisabeth Steinlin, provenía de una antigua familia burguesa de San Galo. Arthur Hoffmann, al que se describe como introvertido y testarudo, vivió su juventud en un entorno acomodado de clase media-alta y se graduó en la escuela cantonal de San Galo.
Aunque en un principio aspiraba a ser pastor reformado, su padre le influyó para que se matriculara en la carrera de Derecho. Estudió en las universidades de Ginebra, Múnich, Leipzig y Estrasburgo, y se doctoró en la Universidad de Zúrich en 1880. Aquel mismo año se incorporó al bufete de su padre y comenzó a ejercer la abogacía. En 1884 se casó con Frieda Clementine Moosherr, hija de un médico de San Galo, con la que tuvo dos hijas y un hijo. En 1899 alcanzó el grado de coronel en el ejército suizo.

### Política cantonal y federal
Hoffmann aprovechó el prestigio de su padre para iniciar su propia carrera política en 1884, año en que fundó la Asociación Liberal de la ciudad de San Galo y fue elegido presidente de la misma. En 1890, integró esta asociación en el nuevo Partido Radical Democrático (PRD) del cantón de San Galo, del que fue presidente hasta 1905. También fue miembro del comité ejecutivo central del PRD suizo entre 1894 y 1907. A nivel local, fue miembro de la Comisión de Auditoría y de la comunidad escolar. Fue elegido miembro del Gran Consejo en 1886, año en que su padre presidió este órgano. Posteriormente, fue miembro de la asamblea legislativa cantonal durante un cuarto de siglo, etapa en la que adquirió una gran reputación, particularmente por su labor en la Comisión de Economía Pública. Entre 1887 y 1890 participó en la redacción de una nueva constitución cantonal. En 1892, 1898 y 1904 fue presidente del Gran Consejo.
En agosto de 1902 se presentó como candidato al Consejo de Gobierno, pero fue derrotado por el candidato católico-conservador Anton Messmer, que había recibido el apoyo de los demócratas y socialistas. El 20 de mayo de 1896, el Gran Consejo lo eligió diputado del Consejo de los Estados, cámara en la que destacó por su capacidad de trabajo. Formó parte de 84 comisiones, de las que presidió 22, y contribuyó significativamente a la aprobación del Código de Obligaciones y el Código Civil. También fue ponente de la Comisión Militar y mostró un especial interés por temas relacionados con los transportes y la política social. En 1902-1903 fue presidente del Consejo de los Estados.

#### Primeros años en el Consejo Federal

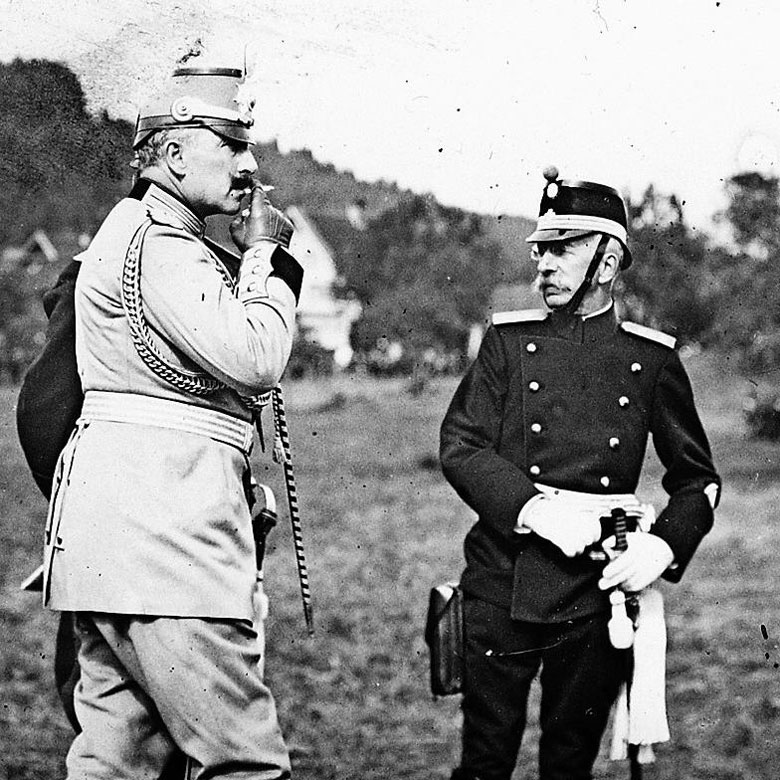
El emperador alemán Guillermo II (izquierda) y el consejero federal suizo Arthur Hoffmann en las maniobras imperiales de 1912.

La muerte en el cargo de Ernst Brenner dejó un escaño vacante en el Consejo Federal. El candidato más destacado para sucederle era Hoffmann, una figura muy apreciada en todos los sectores políticos. Fue elegido por la Asamblea Federal el 4 de abril de 1911 con una holgada mayoría: recibió 186 de los 192 votos válidos en la primera y única ronda de votaciones. Hasta la fecha, ningún otro consejero federal ha sido elegido con un mejor resultado. El 8 de mayo, cinco semanas después de tomar posesión de su cargo, asumió la jefatura del Departamento de Justicia y Policía. Durante esta etapa impulsó la aprobación del Código Civil y del Código de Obligaciones, que entraron en vigor a principios de 1912. Además, constituyó una comisión de expertos encargada de estudiar la unificación del derecho penal.
Hoffmann ejerció una enorme influencia en el Consejo Federal desde el principio. Su biógrafo, Paul Widmer, escribe que «nadie le hacía sombra», aunque sí chocó en varias ocasiones con Edmund Schulthess, cuyo afán de notoriedad era también considerable. El 1 de enero de 1912 pasó al Departamento Militar. Durante su mandato como ministro de Defensa, elaboró directrices para los altos mandos de las tropas e impulsó la creación de un seguro militar que cubriera los costes de los siniestros ocurridos durante el servicio. En septiembre de 1912, acompañó al emperador alemán Guillermo II en unas maniobras imperiales en Toggenburg. Un mes después de que la situación internacional empezara a deteriorarse con el estallido de la primera guerra de los Balcanes, dispuso la adopción de medidas para garantizar el suministro de pan al ejército y a la población civil en caso de guerra. Era partidario de las misiones de observación militares, pues confiaba en que le permitieran extraer conclusiones sobre la eficacia de sus propias medidas.

#### Ministro de Asuntos Exteriores
La Asamblea Federal eligió a Hoffmann Presidente de la Confederación para el año 1914 con 180 votos de un total de 185. De acuerdo con la práctica que se seguía desde la fundación del Estado federal (a excepción del período comprendido entre 1888 y 1896), dicho cargo conllevaba también la dirección del Departamento Político. Por tanto, únicamente habría sido ministro de Asuntos Exteriores durante su año presidencial y, al término de este, habría regresado al Departamento Militar. Sin embargo, permaneció en dicho cargo hasta 1917, ya que en marzo de 1914 el Parlamento aprobó la Ley sobre la Organización de la Administración Federal, que puso fin a esta práctica. Dicha ley contemplaba el traspaso de todas las competencias en materia de relaciones internacionales de los demás departamentos al Departamento Político, con lo que el cargo de ministro de Asuntos Exteriores dejaba de tener un carácter puramente representativo y dejaba de haber motivos para cambiar de titular cada año.
El 15 de mayo de 1914, Hoffmann inauguró la Exposición Nacional Suiza, celebrada en Berna. Dos meses y medio más tarde estalló la Primera Guerra Mundial y el 1 de agosto el Gobierno ordenó la movilización. La Asamblea Federal también tuvo que elegir un general. El candidato más firme para el puesto era Theophil Sprecher von Bernegg, aunque entre bastidores Hoffmann impulsó el nombramiento de Ulrich Wille, un perfil muy controvertido, sobre todo en la Suiza francófona e italiana y en las filas socialistas, debido a su simpatía abierta por el Imperio alemán, su intransigencia en cuestiones disciplinarias y su concepción autoritaria del Estado. La postura del presidente federal obedecía a varias razones: por un lado, contaba con una rápida victoria alemana y, por el otro, había servido como oficial de reserva a las órdenes de Wille y estaba convencido de sus capacidades. En su comparecencia ante la Comisión de Neutralidad, afirmó que el káiser había reconocido plenamente la neutralidad de Suiza y que Wille había contribuido a que los alemanes creyeran que Suiza disponía de un ejército con capacidad suficiente para defenderse. A pesar de los recelos que había hacia Wille, Hoffmann logró imponerlo y, en la votación celebrada el 3 de agosto de 1914, obtuvo casi el doble de votos que Sprecher. Aquel mismo día, el Parlamento otorgó plenos poderes al Consejo Federal, que ampliaron notablemente las competencias de Hoffmann en política exterior. El Consejo Federal informó a los principales Estados beligerantes de que Suiza se mantendría fiel al principio de neutralidad mediante una declaración oficial.
Durante la guerra, Hoffmann aplicó dos estilos diferentes de política exterior. En sus discursos públicos, defendió la neutralidad incondicional de Suiza y no protestó cuando los alemanes invadieron Bélgica, país neutral. Mostró un fuerte compromiso en el ámbito de la ayuda humanitaria (repatriación de civiles internados por los beligerantes, intercambio de prisioneros de guerra, internamiento en Suiza de prisioneros de guerra heridos). Por otro lado, movido por la ambición personal y el afán de hacerse un nombre como pacificador a escala internacional, también practicó la diplomacia secreta sin informar nunca de ello a sus colegas del Consejo Federal. Hasta febrero de 1917, Hoffmann había realizado cuatro intentos fallidos de mediación, de los cuales no informó a la opinión pública y que le permitieron trasladar las responsabilidades a los diplomáticos desplegados en el terreno. Ludwig Forrer, ministro de Correos y Ferrocarriles, recogió en sus notas que el comportamiento de Hoffmann se alejaba cada vez más del principio de colegialidad. Actuaba por su cuenta en determinados asuntos, informaba inadecuadamente, con retraso o incluso no informaba a los demás consejeros federales, y no respondía a las propuestas que estos formulaban en las reuniones del Gobierno.

#### Incidente diplomático y dimisión

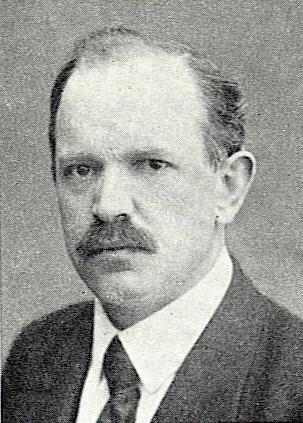
Robert Grimm (ca. 1915)

En mayo de 1917, con el visto bueno de Hoffmann, el político socialista Robert Grimm viajó a Petrogrado (la capital rusa) vía Estocolmo para negociar con el gobierno provisional de Aleksandr Kérenski el regreso de los exiliados rusos que habían encontrado refugio en Suiza. Asimismo, intentó lograr una paz separada en el frente oriental entre Rusia y el Imperio alemán con el fin de consolidar la Revolución de Febrero. Hoffmann compartía esta voluntad, aunque por otra razón: estaba convencido de que Suiza tenía un «derecho de necesidad para la paz» y que, por tanto, tenía derecho a promover la paz en cualquier caso. A Grimm se le encomendó la tarea de sondear las intenciones de Kérenski. El 26 de mayo, envió un telegrama en el que afirmaba que la paz era necesaria, pero que esta dependía de los objetivos bélicos de Alemania. El 3 de junio de 1917, Hoffmann respondió en un despacho manuscrito y codificado que los alemanes no estaban planeando una ofensiva, que no tenían reclamaciones territoriales y que había perspectivas favorables para la paz. Estas afirmaciones las realizó basándose en los contactos que tenía en la legación alemana.
El 16 de junio, el texto del telegrama de Hoffmann se publicó en el periódico del Partido Socialdemócrata Sueco. Nunca se ha llegado a esclarecer quién fue el responsable de la filtración, aunque se cree que el portero de la legación suiza entregó el texto al ministro francés de Armamento, Albert Thomas. La revelación de esta maniobra de diplomacia secreta provocó un gran escándalo político. Las potencias de la Entente interpretaron los hechos como un alineamiento unilateral a favor de las Potencias Centrales, y el gobierno británico reprochó a Suiza haber quebrantado la neutralidad. En Suiza, el proceder de Hoffmann tuvo muy mala acogida. Los políticos de la Suiza francófona, que ya estaban convencidos de que tanto la cúpula del gobierno como el ejército mostraban una postura proalemana desde, al menos, el asunto de los generales de 1916, vieron así confirmadas sus creencias. Hoffmann presentó su dimisión en la reunión del Consejo Federal del 18 de junio. Al día siguiente, el presidente Schulthess lo comunicó a la opinión pública y añadió que todo el Consejo Federal se desmarcaba oficialmente de su intento de mediación. Ninguno de los consejeros había tenido conocimiento de la maniobra del ministro de Asuntos Exteriores y, además, no hubiera sido autorizada en ningún caso. Le sucedió en el cargo el liberal ginebrino Gustave Ador.

### Otras actividades y muerte
Hoffmann regresó a San Galo, abrió un despacho de abogados y no volvió a ocupar cargos políticos. Fue presidente del Tribunal de Casación cantonal (desde 1918) y del Consejo de la Escuela Universitaria de Comercio de San Galo. También presidió la Unión Suiza de Exportadores de Bordados, en un momento en el que su ciudad natal, centro de la industria del bordado, atravesaba una grave crisis económica. Pactó nuevos convenios laborales con los empleados comerciales del sector del bordado, fijó tarifas para los proveedores y participó en las negociaciones sobre la jornada laboral de ocho horas. En 1922, el Consejo Federal le encomendó la tarea de preparar el proyecto de revisión de ciertas partes del Código de Obligaciones. 
En 1925 tuvo que someterse a una operación intestinal, pero se recuperó. Dos años más tarde volvió a caer enfermo y finalmente falleció el 23 de julio de 1927 a la edad de 70 años.